# Alfredo Bigeschi
Alfredo Bigeschi (Portoferraio, Isla de Elba, Provincia de Livorno, Italia, 18 de diciembre de 1908 - Buenos Aires Argentina, 25 de marzo de 1981) fue un violinista, letrista, compositor y periodista dedicado al género del tango. 

## Vida personal
En Portoferraio, donde nació, vivió en una casa humilde cercana al palacio de los Bigeschi Della Serra hasta que a los 12 años fue traído por su familia a Argentina, adonde arribaron el 27 de abril de 1920 y retornó de visita a su ciudad natal recién en 1960 cuando cubrió las Olimpíadas en Roma enviado por el diario Crítica.
En Argentina su familia se radicó en el barrio de Dock Sud, denominado  Isla Maciel ubicado en la ciudad de Avellaneda, provincia de Buenos Aires. Barrio humilde, ubicado a la vera del Riachuelo, frente a la ciudad de Buenos Aires, a la cual estaba unida por el Puente Nicolás Avellaneda y el puente transbordador de igual nombre, con la peculiar característica de mantener –por lo menos hasta el siglo XXI, los conventillos y edificaciones de chapa y madera de dos y hasta tres pisos en altura, construidos a fines del siglo XIX. El barrio no estaba situado realmente en una isla pero como uno de sus accesos desde la ciudad de Buenos Aires es a través del Riachuelo y hasta mediados del siglo XX estaba separada del resto del partido de Avellaneda por el arroyo Maciel, luego casi totalmente entubado, se reforzaba la idea de que estaba realmente en una isla. En la época en que llegó Bigeschi el barrio era conocido por sus prostíbulos (inicialmente teniendo como clientes a marineros europeos).
Una repentina ceguera de su padre obligó a Bigeschi a salir a trabajar y aunque abandonó el colegio, nunca dejó el hábito traído desde su país,  de leer, lo que le dio acceso al manejo del idioma, los giros porteños y el descubrimiento precoz del naciente tango, el sainete y el costumbrismo local. Esto le permitió en poco tiempo colaborar para publicaciones modestas y obtener un carné de periodista de El Poder de la Isla Maciel como reportero social. Dos años después de su la llegada, la familia cruzó el puente y se trasladó a vivir a la calle Olavarría al 1000 en el barrio de La Boca, muy similar en cuanto a edificación y población proletaria al de Isla Maciel.
En agosto de 1933 se casó con Carmen D’Angelo, con quien  en su casa de la calle General Hornos, del barrio de Barracas tuvo dos hijos,  Dina —maestra— y Alfredo —médico—.

## Actividad profesional
Comenzó su labor poética escribiendo en 1923 cantos para comparsas carnavalescas de La Boca y al año siguiente publicó su primer tango, Tenorios de mi barrio. Con 16 años conoció por intermedio de un calabrés, amigo de su padre, a Juan Maglio (Pacho), quien ya era un músico reconocido, y le mostró unos versos suyos que Pacho musicalizó dando nacimiento a Tango argentino, que dedicaron al intendente municipal José Luis Cantilo, que fue estrenado por Ignacio Corsini a comienzos de 1929 y grabado por Carlos Gardel para la discográfica Odeon el 11 de diciembre de ese año. A sugerencia de Gardel y pensando en sus giras por Francia, sustituyó la frase «Qué quieren aquellos los cosos de Francia...» por la de «Qué quieren aquellos jaileifes del centro...».
Con Maglio compuso más adelante otros 7 temas, entre los que están Guarany y Siete palabras.
En 1933, con el bandoneonista Miguel Bonano, compuso el tango La novena, que cantaron numerosos intérpretes y del que se recuerda en especial las versiones de Rodolfo Biagi en 1939 con la voz de Teófilo Ibáñez y la de la orquesta de Héctor Artola con la voz de Oscar Alonso acompañado por el coro de Fanny Day.   

## Labor como compositor
Tiene unas 260 obras registradas a su nombre, algunas con letra y música de su autoría y otras en colaboración con diversos músicos.[cita requerida] Fue así que Enrique Rodríguez le aportó la música en Contigo pan y cebolla,  Mi muñequita, Te quiero ver escopeta y Viva el Carnaval;  Eusebio Giorno la de Ay Catalina y Se va Pirulo; Bonano la de La canción de la ribera y Tardes porteñas, además de La novena. Otros músicos con los que colaboró fueron Domingo Conte, los hermanos D’Alesandro, los hermanos Edgardo, Osvaldo y Ascanio Donato, Graciano Gómez, Agustín Irusta, Abel Olmedo, José Otero, Rafael Rossi, Vicente Salerno, Virgilio San Clemente, los hermanos Luis Servidio y José Servidio, Alberto Soifer, Scolati Almeyda y Juan Martí, entre otros.
Otros temas que se recuerdan de Bigeschi son Tango argentino, El zonda, Caricias, El silbido, Fotogénico, Esperándote, Mishiadura, Tradición criolla, Noches de Luna Park, Cuando sangra el corazón, Siete palabras, Guitarra, Vos no querés a nadie, Aquí parado en la esquina, Guarany, Milonga triste (que grabó Agustín Magaldi).
Compuso el tango Campeón, dedicado al Club Atlético Boca Juniors cuando ganó el campeonato de la Asociación del Fútbol Argentino de 1931 y, con Francisco Rofrano, hicieron el tango River Plate. También incursionó en otros géneros, como es el caso del bolero Nuestro fracaso que musicalizó Leo Marini.

## Labor en radio
Organizó el conjunto Tradición Nacional que trabajó exitosamente en Radio del Pueblo, realizó teatralizaciones de los tangos más famosos,  con las cuales publicó el libro Motivos Populares, escribió radionovelas que se emitían en simultáneo por las radios Belgrano, Municipal y Mitre, acumulando 36 títulos registrados en Argentores.

## Labor periodística
Al mismo tiempo que componía, trabajaba como periodista en La Canción Moderna, El Alma que Canta y en El Canta Claro, que dirigió durante varios años. Fundó la revista Radiocine y trabajó en el diario La Razón hasta que tuvo de dejarla por haber sufrido una hemiplejia y más adelante tuvo otro derrame cerebral en Mar del Plata, donde falleció el 25 de marzo de 1981.